# V8 (silnik)

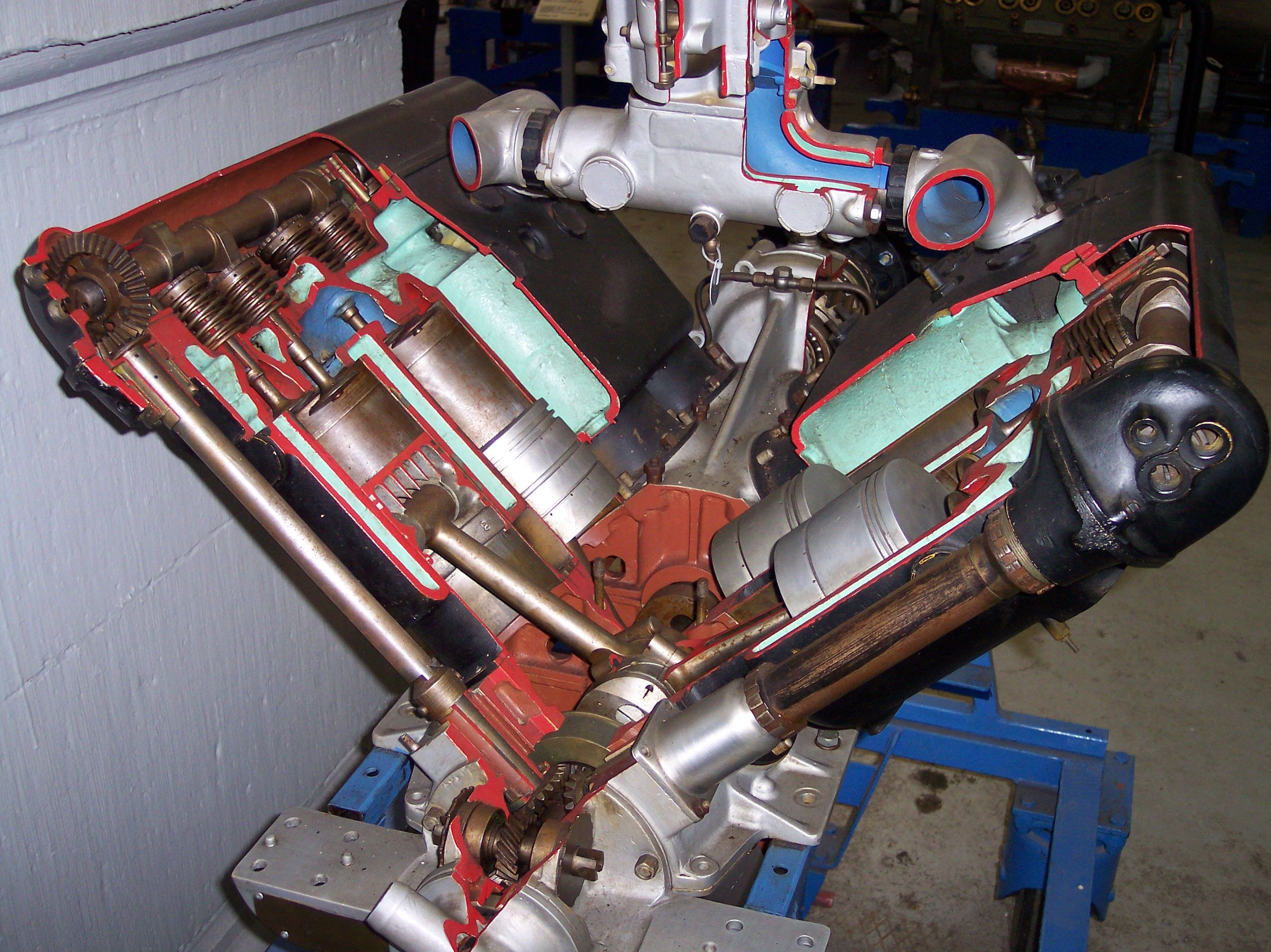
Przekrój silnika lotniczego Hispano-Suiza 8

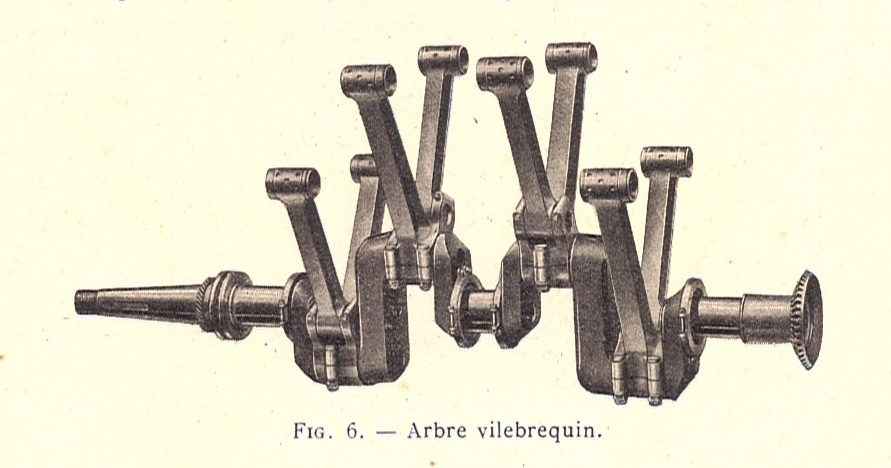
Wał korbowy z korbowodami

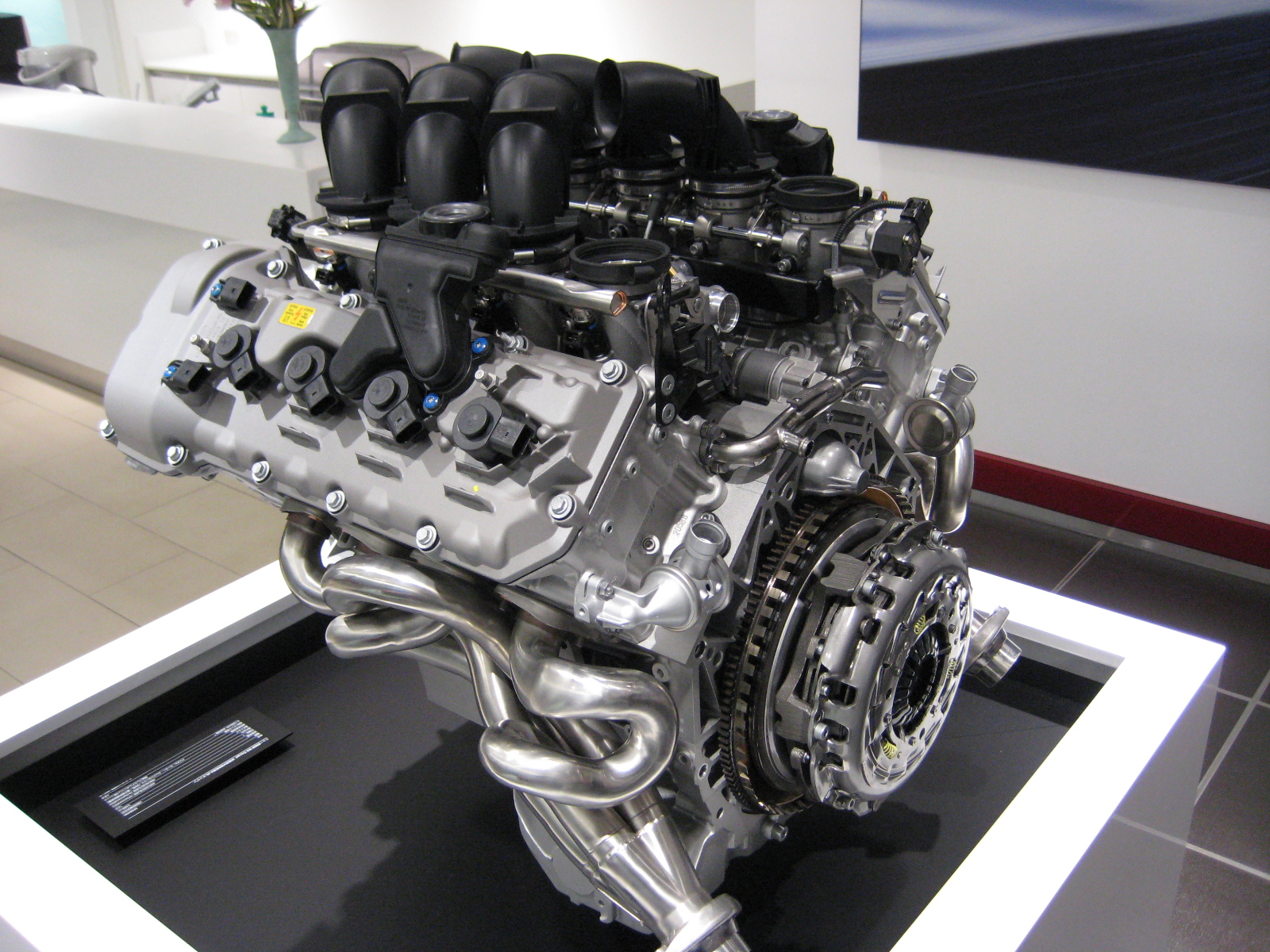
Silnik samochodowy S65

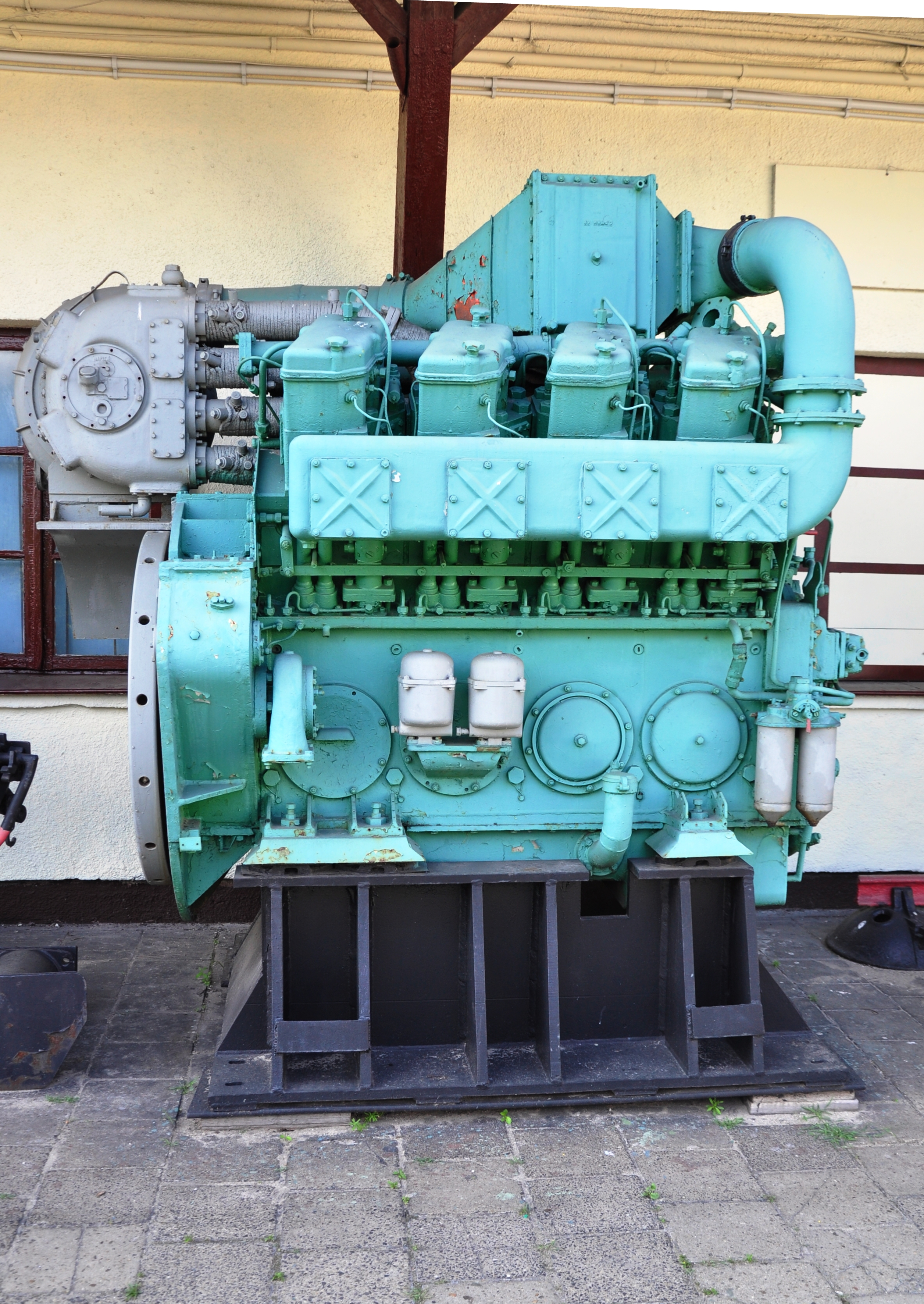
Silnik kolejowy a8C22

V8 – oznaczenie silnika widlastego o ośmiu cylindrach umieszczonych w dwóch rzędach w skrzyni korbowej – kąt rozwarcia między nimi wynosi najczęściej 90°, istnieją także konstrukcje o mniejszym rozwarciu. Wszystkie osiem tłoków przekazuje siłę nacisku na wspólny wał korbowy. Niektóre z możliwych kolejności zapłonu dla czterosuwowego silnika V8 to 1-5-4-8-6-3-7-2, 1-5-4-2-6-3-7-8 (Ford), 1-3-7-2-6-5-4-8 (Ford), 1-8-4-3-6-5-7-2 (Chevrolet Small Block i Big Block), 1-8-7-2-6-5-4-3 (Chevrolet LS Engine).
W najprostszej postaci są to dwie jednostki R4 dzielące wspólny wał korbowy. Rozwiązanie to dzieli jednak wady mniejszych silników R4 związane z wyważeniem jednostki – wraz ze wzrostem pojemności skokowej wzrastają drgania generowane w związku z siłami drugiego rzędu. Z tego powodu od lat 20. XX wieku stosuje się bardziej skomplikowane wały korbowe z wykorbieniami o dwóch płaszczyznach (ang. crossplane) wyposażone w przeciwciężary. Dzięki temu motor V8 pracuje płynniej niż V6 będąc tańszym niż V12. Większość silników V8 stosowanych w sporcie samochodowym wykorzystuje jednak płaski wał korbowy (ang. flat-plane), co pozwala na szybsze przyspieszanie i efektywniejszą pracę układu wydechowego.
Amerykańskie silniki V8 były używane jako podstawowe jednostki napędowe tzw. „muscle cars” (Chevrolet Chevelle, Dodge Charger), jednak z powodzeniem są wykorzystywane również w pojazdach użytkowych, np. typu pick-up. W Europie silniki V8 są stosowane przez producentów samochodów luksusowych i sportowych: m.in. Aston Martin, Audi, BMW, Ferrari, Jaguar, Mercedes-Benz, Porsche.
Produkcję seryjną silników V8 w USA jako pierwszy producent na świecie rozpoczął w 1914 roku Cadillac (Typ 51). Większość silników, tak jak pierwsze silniki, posiadają cylindry nachylone pod kątem 90°.

## Spotykane kąty rozwarcia
Najczęściej spotykanym kątem pomiędzy rzędami cylindrów jest 90°. Układ taki sprawia, że silnik cechuje się szeroką i niską budową oraz optymalną charakterystyką zapłonu i generowanych drgań. Występują także inne kąty rozwarcia. W silniku Ford/Yamaha V8 zastosowanym w modelu Taurus SHO występuje kąt 60°. Konstrukcja bazuje na jednostce Duratec V6. Podobnie zbudowane silniki konstrukcji Yamahy stosowane są w samochodach Volvo od 2005 roku. Dzięki węższej budowie mogą one zostać zamontowane poprzecznie do osi nadwozia. Do płynnej i równej pracy wymagane było jednak zastosowanie m.in. wałka wyrównoważającego. W 2010 roku General Motors zaprezentowało jednostkę Duramax o pojemności 4,5 l i kącie rozwarcia 72°.
Silnik Rover Meteorite powstał na bazie jednostki stosowanej w czołgu Rover Meteor (ta z kolei bazowała na silniku lotniczym Merlin), odziedziczył po niej kąt 60°. Spotykano także kąt 45° – wysokoprężna jednostka 567 stosowana do napędu lokomotyw, czy też w wyścigowym pojeździe Miller z napędem na cztery koła (1932).
W 1922 roku Lancia wprowadziła silnik V8, w którym kąt rozwarcia cylindrów wynosił zaledwie 14°. Był on krótszy od odpowiadającego mu pojemnością motoru R6, przy czym węższy od typowej jednostki V8. Dzięki zwartej budowie i rozrządowi typu OHC silniki te były lżejsze i mocniejsze od współczesnych im jednostek o podobnej pojemności.